# Boshan
Boshan (chinesisch 博山区, Pinyin Bóshān Qū) ist ein Stadtbezirk in der chinesischen Provinz Shandong. Er gehört zum Verwaltungsgebiet der bezirksfreien Stadt Zibo. Boshan hat eine Fläche von 698 km² und zählt 463.013 Einwohner (Stand: Zensus 2010).

## Lage
Der Bezirk Boshan liegt im Südwesten der Stadt Zibo. Er grenzt im Norden an den Stadtbezirk Zichuan, im Osten an die kreisfreie Stadt Linqu, im Süden an den Kreis Yiyuan, im Südwesten an die bezirksfreie Stadt Laiwu und im Nordwesten an die Provinzhauptstadt Jinan.
58,1 % der Bezirksfläche sind mit Wald bedeckt.

## Geschichte
Boshan wurde als eigenständige Stadt relativ spät gegründet. Sie entwickelte sich zu einem wichtigen Zentrum für die Herstellung von Töpfer- und Glasware und erhielt im 16. Jahrhundert aufgrund ihres Reichtums das Recht eigene Steuern einzutreiben. 1734 war sie soweit entwickelt, dass sie zu einem unabhängigen Kreis aufstieg.
1955 wurde Boshan mit Zichuan zur Stadt Zibo verschmolzen, bis 1961 befand sich das Verwaltungszentrum in Boshan.

## Administrative Gliederung
Auf Gemeindeebene setzt sich der Stadtbezirk aus zwei Straßenvierteln und elf Großgemeinden zusammen. 

## Wirtschaft
2016 hatte der Bezirk ein Bruttoinlandsprodukt von 36,7 Milliarden Yuan und eine durchschnittliche Wachstumsrate von 6,6 %. Das öffentliche Budget betrug 2,31 Milliarden Yuan.